# Liste der Nummer-eins-Country-Alben in den USA (2009)
Dies ist eine Liste der Nummer-eins-Alben in den von Billboard ermittelten Verkaufscharts für Country-Alben in den USA im Jahr 2009. In diesem Jahr gab es sechzehn Nummer-eins-Alben.

| ← 2008 ← | Liste der Nummer-eins-Country-Alben in den USA | Liste der Nummer-eins-Country-Alben in den USA | Liste der Nummer-eins-Country-Alben in den USA | 2010 →                    |
| \| Zeitraum \| Wo. ges. \| Interpret \| Titel \| Zusätzliche Informationen \| \| (Zeitraum, Wochen auf Platz eins, Interpret, Titel, zusätzliche Informationen) \| \| \| \| \| \| ------------------------------------------------------------------------------ \| -------- \| ---------------------------------- \| ------------------------------ \| ------------------------- \| \| 27. Dezember 2008 – 20. Februar 2009 8 Wochen (insgesamt 12) \| 12 \| Taylor Swift \| Fearless[1] \| — \| \| 21. Februar 2009 – 27. Februar 2009 1 Woche (insgesamt 1) \| 1 \| Dierks Bentley \| Feel That Fire[2] \| — \| \| 28. Februar 2009 – 10. April 2009 6 Wochen (insgesamt 18) \| 18 \| Taylor Swift \| Fearless \| — \| \| 11. April 2009 – 17. April 2009 1 Woche (insgesamt 1) \| 1 \| Martina McBride \| Shine[3] \| — \| \| 18. April 2009 – 24. April 2009 1 Woche (insgesamt 1) \| 1 \| Keith Urban \| Defying Gravity[4] \| — \| \| 25. April 2009 – 8. Mai 2009 2 Wochen (insgesamt 2) \| 2 \| Rascal Flatts \| Unstoppable[5] \| — \| \| 9. Mai 2009 – 5. Juni 2009 4 Wochen (insgesamt 4) \| 4 \| Original Motion Picture Soundtrack \| Hannah Montana: The Movie[6] \| — \| \| 6. Juni 2009 – 12. Juni 2009 1 Woche (insgesamt 1) \| 1 \| Kenny Chesney \| Greatest Hits II[7] \| — \| \| 13. Juni 2009 – 17. Juli 2009 5 Wochen (insgesamt 9) \| 9 \| Original Motion Picture Soundtrack \| Hannah Montana: The Movie \| — \| \| 18. Juli 2009 – 31. Juli 2009 2 Wochen (insgesamt 2) \| 2 \| Brad Paisley \| American Saturday Night[8] \| — \| \| 1. August 2009 – 21. August 2009 3 Wochen (insgesamt 21) \| 21 \| Taylor Swift \| Fearless \| — \| \| 22. August 2009 – 28. August 2009 1 Woche (insgesamt 1) \| 1 \| Sugarland \| Live on the Inside[9] \| — \| \| 29. August 2009 – 4. September 2009 1 Woche (insgesamt 1) \| 1 \| George Strait \| Twang[10] \| — \| \| 5. September 2009 – 18. September 2009 2 Wochen (insgesamt 2) \| 2 \| Reba McEntire \| Keep On Loving You[11] \| — \| \| 19. September 2009 – 25. September 2009 1 Woche (insgesamt 22) \| 22 \| Taylor Swift \| Fearless \| — \| \| 26. September 2009 – 2. Oktober 2009 1 Woche (insgesamt 1) \| 1 \| Brooks & Dunn \| Number 1s... and Then Some[12] \| — \| \| 3. Oktober 2009 – 16. Oktober 2009 2 Wochen (insgesamt 24) \| 24 \| Taylor Swift \| Fearless \| — \| \| 17. Oktober 2009 – 23. Oktober 2009 1 Woche (insgesamt 1) \| 1 \| Miranda Lambert \| Revolution[13] \| — \| \| 24. Oktober 2009 – 30. Oktober 2009 1 Woche (insgesamt 1) \| 1 \| Toby Keith \| American Ride[14] \| — \| \| 31. Oktober 2009 – 6. November 2009 1 Woche (insgesamt 25) \| 25 \| Taylor Swift \| Fearless \| — \| \| 7. November 2009 – 13. November 2009 1 Woche (insgesamt 1) \| 1 \| Tim McGraw \| Southern Voice[15] \| — \| \| 14. November 2009 – 20. November 2009 1 Woche (insgesamt 26) \| 26 \| Taylor Swift \| Fearless \| — \| \| 21. November 2009 – 11. Dezember 2009 3 Wochen (insgesamt 3) \| 3 \| Carrie Underwood \| Play On[16] \| — \| \| 12. Dezember 2009 – 25. Dezember 2009 2 Wochen (insgesamt 28) \| 28 \| Taylor Swift \| Fearless \| — \| |                                                |                                                |                                                |                           |
| ← 2008 |                                                |                                                |                                                | → 2010 →                  |
| Zeitraum | Wo. ges.                                       | Interpret                                      | Titel                                          | Zusätzliche Informationen |
| (Zeitraum, Wochen auf Platz eins, Interpret, Titel, zusätzliche Informationen) |                                                |                                                |                                                |                           |
| 27. Dezember 2008 – 20. Februar 2009 8 Wochen (insgesamt 12) | 12                                             | Taylor Swift                                   | Fearless                                       | —                         |
| 21. Februar 2009 – 27. Februar 2009 1 Woche (insgesamt 1) | 1                                              | Dierks Bentley                                 | Feel That Fire                                 | —                         |
| 28. Februar 2009 – 10. April 2009 6 Wochen (insgesamt 18) | 18                                             | Taylor Swift                                   | Fearless                                       | —                         |
| 11. April 2009 – 17. April 2009 1 Woche (insgesamt 1) | 1                                              | Martina McBride                                | Shine                                          | —                         |
| 18. April 2009 – 24. April 2009 1 Woche (insgesamt 1) | 1                                              | Keith Urban                                    | Defying Gravity                                | —                         |
| 25. April 2009 – 8. Mai 2009 2 Wochen (insgesamt 2) | 2                                              | Rascal Flatts                                  | Unstoppable                                    | —                         |
| 9. Mai 2009 – 5. Juni 2009 4 Wochen (insgesamt 4) | 4                                              | Original Motion Picture Soundtrack             | Hannah Montana: The Movie                      | —                         |
| 6. Juni 2009 – 12. Juni 2009 1 Woche (insgesamt 1) | 1                                              | Kenny Chesney                                  | Greatest Hits II                               | —                         |
| 13. Juni 2009 – 17. Juli 2009 5 Wochen (insgesamt 9) | 9                                              | Original Motion Picture Soundtrack             | Hannah Montana: The Movie                      | —                         |
| 18. Juli 2009 – 31. Juli 2009 2 Wochen (insgesamt 2) | 2                                              | Brad Paisley                                   | American Saturday Night                        | —                         |
| 1. August 2009 – 21. August 2009 3 Wochen (insgesamt 21) | 21                                             | Taylor Swift                                   | Fearless                                       | —                         |
| 22. August 2009 – 28. August 2009 1 Woche (insgesamt 1) | 1                                              | Sugarland                                      | Live on the Inside                             | —                         |
| 29. August 2009 – 4. September 2009 1 Woche (insgesamt 1) | 1                                              | George Strait                                  | Twang                                          | —                         |
| 5. September 2009 – 18. September 2009 2 Wochen (insgesamt 2) | 2                                              | Reba McEntire                                  | Keep On Loving You                             | —                         |
| 19. September 2009 – 25. September 2009 1 Woche (insgesamt 22) | 22                                             | Taylor Swift                                   | Fearless                                       | —                         |
| 26. September 2009 – 2. Oktober 2009 1 Woche (insgesamt 1) | 1                                              | Brooks & Dunn                                  | Number 1s... and Then Some                     | —                         |
| 3. Oktober 2009 – 16. Oktober 2009 2 Wochen (insgesamt 24) | 24                                             | Taylor Swift                                   | Fearless                                       | —                         |
| 17. Oktober 2009 – 23. Oktober 2009 1 Woche (insgesamt 1) | 1                                              | Miranda Lambert                                | Revolution                                     | —                         |
| 24. Oktober 2009 – 30. Oktober 2009 1 Woche (insgesamt 1) | 1                                              | Toby Keith                                     | American Ride                                  | —                         |
| 31. Oktober 2009 – 6. November 2009 1 Woche (insgesamt 25) | 25                                             | Taylor Swift                                   | Fearless                                       | —                         |
| 7. November 2009 – 13. November 2009 1 Woche (insgesamt 1) | 1                                              | Tim McGraw                                     | Southern Voice                                 | —                         |
| 14. November 2009 – 20. November 2009 1 Woche (insgesamt 26) | 26                                             | Taylor Swift                                   | Fearless                                       | —                         |
| 21. November 2009 – 11. Dezember 2009 3 Wochen (insgesamt 3) | 3                                              | Carrie Underwood                               | Play On                                        | —                         |
| 12. Dezember 2009 – 25. Dezember 2009 2 Wochen (insgesamt 28) | 28                                             | Taylor Swift                                   | Fearless                                       | —                         |